# Nassau-Usingen
Nassau-Usingen var ett furstendöme som existerade mellan 1659 och 1806 och styrdes av medlemmar av huset Nassau.